# O Dia da Virada
O Dia da Virada é um álbum de estúdio do cantor e compositor brasileiro Galileu Arruda. Foi lançado em 2009.

## Faixas
1. "Mania" - 4:20
2. "Tudo e Nada" - 2:45
3. "Noite de Maré Cheia" - 4:36
4. "Labirintos" - 3:12
5. "A Verdade e a Vida" - 3:17
6. "Só pra te Conhecer" - 3:45
7. "Queimada" - 3:17
8. "Novo Sol" - 4:13
9. "Peso-Pesado" - 3:39
10. "Meu Amor é Todo Seu" - 4:30
11. "O Dia da Virada" - 3:52
12. "Dona Verdade" - 2:47
13. "Guarda as cascas que dá, Brasil!" - 3:06
14. "Batatinhas de Sábado, Purê de Domingo" - 3:37
15. "É Certo que Morri" - 4:48

## Ficha Técnica
Produtor Fonográfico: Lunetta Cultural; Direção Artística: Lu Engel; Direção Executiva fase 1: Janine Rocha Fraga; fase 2: José Eduardo Prates; Direção Musical: Galileu Arruda; Direção de Gravação: Francisco Barichello; Arregimentação e Produção Musical: José Eduardo Prates; Mixagem e Masterização: Chico Barichello; Foto Galileu: Henrique Lessa (Agência Virya); Fotos: Stock Xchng; Projeto Gráfico: Lu Engel

## Formação Musical
Galileu Arruda: Violões aço e nylon, voz; Beto Rodrigues: Bateria, Baixo, Percussão; Lucy Neto: Guitarras, violões aço e nylon solo; Dudu Prates: Baixo fretless, piano e violão nylon; Lothar Gutierres: Violões aço e nylon; Beto Rodrigues: Piano, acordeon, samplers e fanfarras e Dimitri Arbo: Saxes, flautas doces e flauta transversa.